# Kia Cerato
Der Kia Cerato (internes Kürzel LD) ist ein Pkw-Modell des südkoreanischen Herstellers Kia Motors, das in der Kompaktklasse angesiedelt ist. In Deutschland ist derzeit anstatt des Cerato der Ceed erhältlich, während dieser in anderen Märkten durch den Cerato ersetzt wird.
Der Cerato wurde ab November 2003 als Steil- und Stufenheck produziert. In Amerika (als Spectra) und Europa wurde er ab April und Mai 2004 verkauft.
Der Cerato rangierte zwischen dem Kleinwagen Rio und der Mittelklasselimousine Magentis und wurde in zwei Karosserie- und zwei Ausstattungsvarianten angeboten.
Bereits drei Jahre nach Produktionsbeginn wurde er in Europa schon durch den cee’d abgelöst. In einigen europäischen Ländern (etwa Schweden und den Niederlanden) wurde er nach einer Modellpflege noch ein weiteres Jahr angeboten, in manchen Regionen auch bis 2009 und in China sogar länger (laut einer Quelle mindestens bis 2016). Dort erhielt er kleine Neuerungen wie Blinker in den Seitenspiegeln und andere Rückleuchten.
Die Bezeichnung Cerato ist der Bach-Blütentherapie entlehnt, in welcher der Ceratostigma willmottianum die Urteilsfähigkeit und Selbstsicherheit stärken soll. In seiner botanischen Heimat Tibet gilt die Pflanze als Symbol der Weisheit.
Produziert wurde der Cerato in Hwaseong (Südkorea). Der chinesische Markt wurde ab 2005 vom Joint Venture Dongfeng Yueda Kia Motors in Yangcheng beliefert.
Seine Entwicklung erfolgte auf der Plattform des Hyundai Elantra XD2 am späteren Produktionsort Hwaseong. Der Cerato bildet zudem die Grundlage für den ab 2017 oder 2018 erhältlichen elektrisch betriebenen Horki 300E.

## Karosserieversionen
Der Cerato war in zwei Karosserieformen erhältlich: fünftürig mit Steilheck und viertürig mit Stufenheck. Die erste Form war für Kia neu im Kompaktsegment, das es zuvor mit Schrägheckmodellen bediente.
Erstmals akzentuierte Kia auch die Seitenlinie, hier durch einen durchgehenden Schwung unterhalb der Fensterlinie. Beide Versionen können fünf Personen transportieren und gleichen sich bis zur B-Säule. Ausnahmen bilden die Form der Nebelscheinwerfer sowie die Abdunklung von Scheinwerfer und Kühlergrill beim Steilheck. Des Weiteren hat das Stufenheck keinen Heckscheibenwischer, sondern wird von einer Chromleiste am Nummernschild abgeschlossen. Seit dem Ende des Cerato-Vertriebs ist der Magentis die einzige Stufenhecklimousine des Herstellers in Europa.

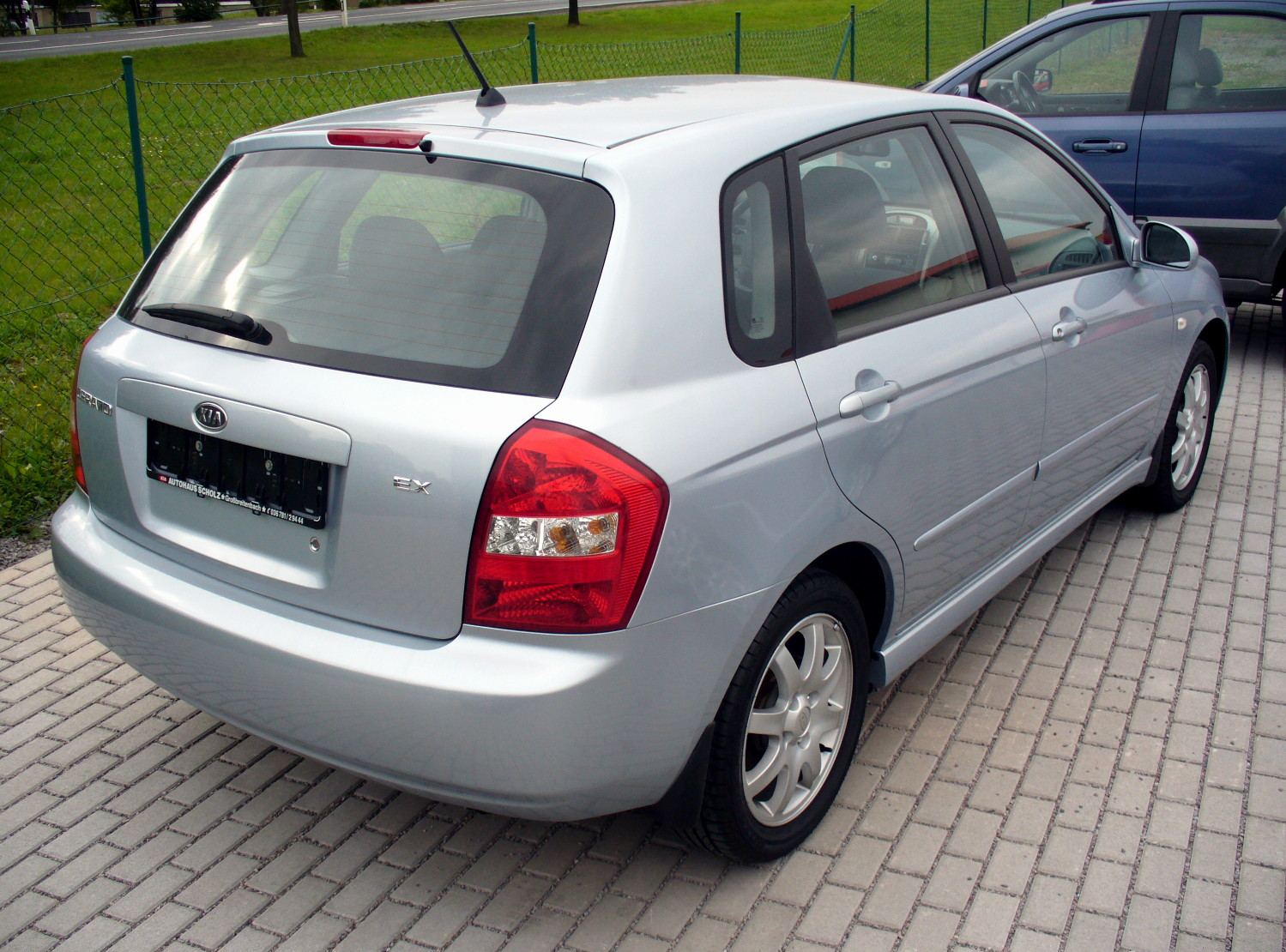
Rückansicht des Cerato Steilheck
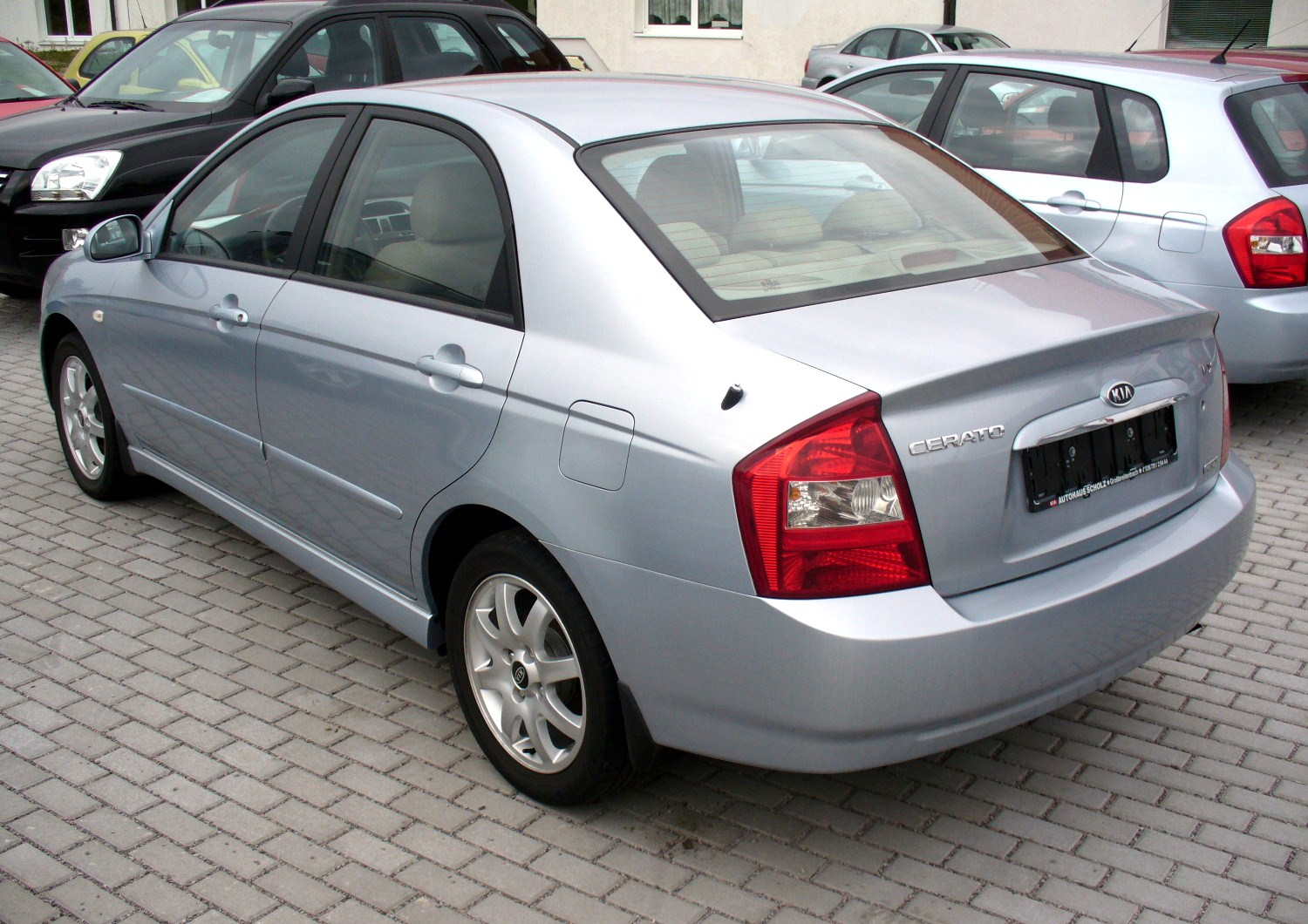
Kia Cerato Stufenheck (2004–2005)

## Ausstattung
Den Einstieg bildete die Basisversion LX, gehobenen Komfort versprach die EX-Ausführung. Beide Ausstattungen waren beim Steilheck mit allen Motoren kombinierbar, das Stufenheck war in der EX-Version hingegen nur mit 2,0-Liter-Aggregaten lieferbar.
Serienausstattung:
Serienmäßig verfügen alle Modelle über sechs Airbags, ABS, Servolenkung, eine Mittelarmlehne vorne, Zentralverriegelung, elektrische Fensterheber rundum und eine manuelle, FCKW-freie Klimaanlage, sowie vor der ersten Modellpflege eine Radiovorbereitung mit vier Lautsprechern und Dach- oder Automatikantenne (karosserieabhängig), die ab der Modellpflege ein serienmäßiges CD-/MP3-Radio versorgte.
Die höherwertige EX-Variante bietet zudem eine Klimaautomatik mit Pollenfilter und Umluftautomatik bei geruchs- oder abgasintensiver Luft, eine Alarmanlage, 16-Zoll-Leichtmetallfelgen, Nebelscheinwerfer, elektrisch verstell- und beheizbare Außenspiegel, einen elektrochromatischen Innenspiegel, stufenlose Instrumentendimmung, Lichtsensor, Lederbedienelemente, Mittelarmlehnen vorn und hinten, Bordcomputer (mit Restreichweite, Durchschnittstempo, Tageskilometern und seit Modelljahr 2006 auch Kraftstoffverbrauch) und eine Zentralverriegelung mit Fernbedienung, die eine Taste für den Kofferraum enthält. Das Fahrzeug verschließt sich nach 30 Sekunden wieder, sollte keine Tür geöffnet werden. So bleibt ein versehentliches Öffnen beim Wegstecken des Schlüssels folgenlos. Akustisch ergänzen zwei Hochtöner die vier Vollband-Lautsprecher, optisch ersetzt die Aluminiumoptik der Mittelkonsole das Schwarz der Grundausstattung. Der 2,0-l-CVVT besitzt als EX außerdem eine Geschwindigkeitsregelanlage. Die Sitzfläche des Fahrers kann in Neigung und Höhe verstellt werden. In die vorderen Lehnen schäumte Kia das Material „Fullmaflex“, um an Stelle einer Lordosenstütze eine ähnliche Anpassung im Lendenbereich zu erreichen. Die Sitze werden als bequem beschrieben, ihr Seitenhalt als gering.
Sonderausstattung:
Gegen Aufpreis waren erhältlich:
- Metalliclackierung
- Dieselpartikelfilter (ab Modelljahr 2006)
- Navigationssystem Becker DTM
- 4-Stufen-Automatik für Ottomotoren, nicht für LX-Stufenheck
- elektrisches Glasschiebe- bzw. -ausstelldach, nur für 2,0-Liter-Maschinen im EX-Steilheck
- elektrisches Glasschiebe- bzw. -ausstelldach und Teilledersitze mit Sitzheizung vorne, nur für EX-Stufenheck
- Sitzbezüge in Teil-Leder, mit Sitzheizung vorn, nur 2,0-Liter-Motoren des EX-Fünftürers.

Im Zubehörkatalog fanden sich zudem Extras wie Felgen, Schutzleisten, Transportlösungen (z. B. Anhängerkupplungen oder Gepäckträger).

## Modellpflege
Sicherheitsrelevante Änderungen finden sich im Bereich Sicherheit.
- 2005

Die erste Modellpflege erfolgte zum September 2005, mit ihm begann das Modelljahr 2006.
Erkennbar am neuen Kühlergrill, umfasste es eine verbesserte Automatik und einen zweiten, neueren Dieselmotor. Beide erhielten nun gegen Aufpreis auch einen offenen Filter. Der Bordcomputer informierte erstmals über den Verbrauch, ein CD-/MP3-Radio wurde serienmäßig (vgl. Ausstattung und Motoren).

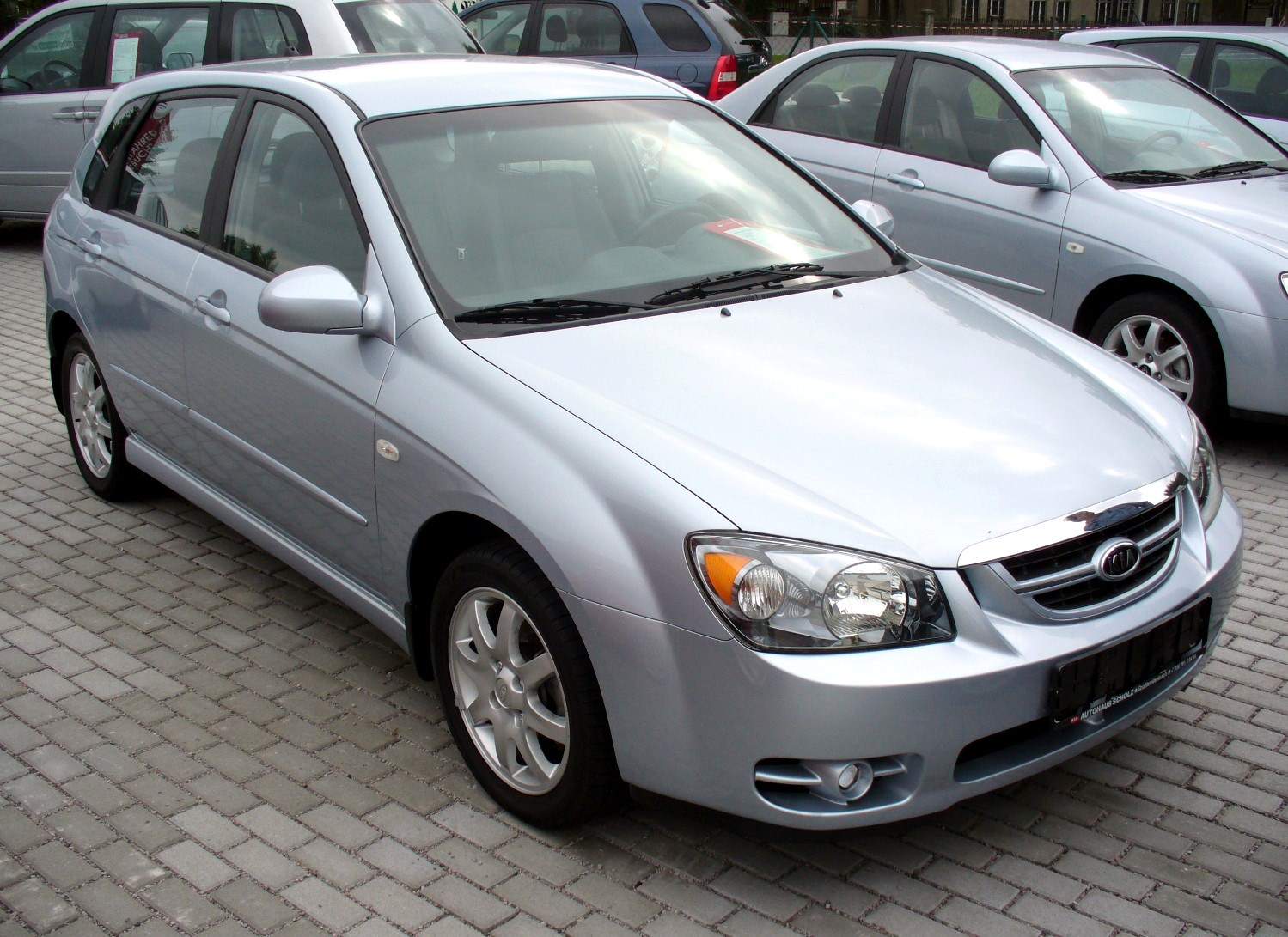
Kia Cerato Steilheck (2005–2006); erkennbar am einstrebigen Kühlergrill
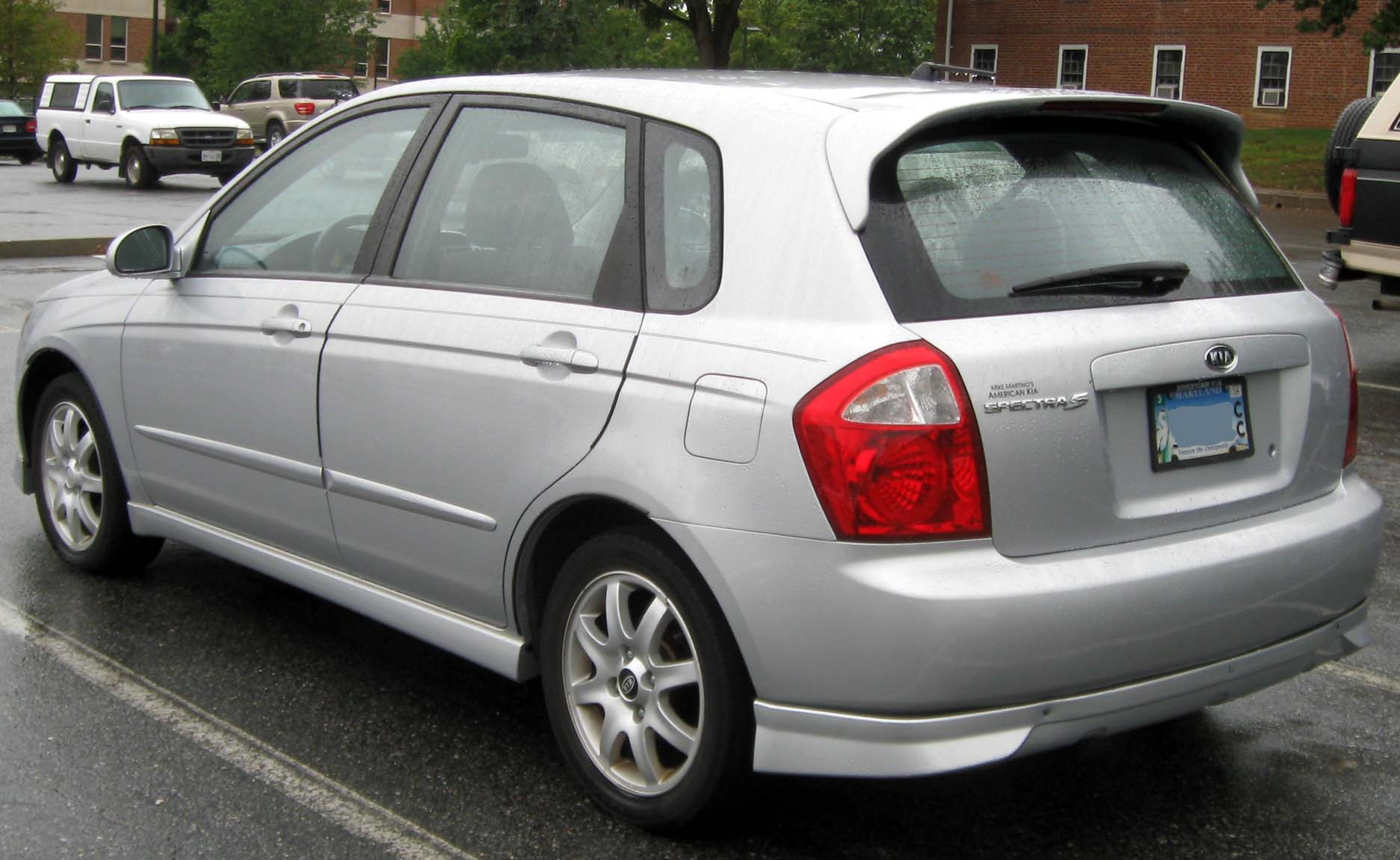
Die amerikanische SX-Ausstattung mit in Europa nicht erhältlichen …
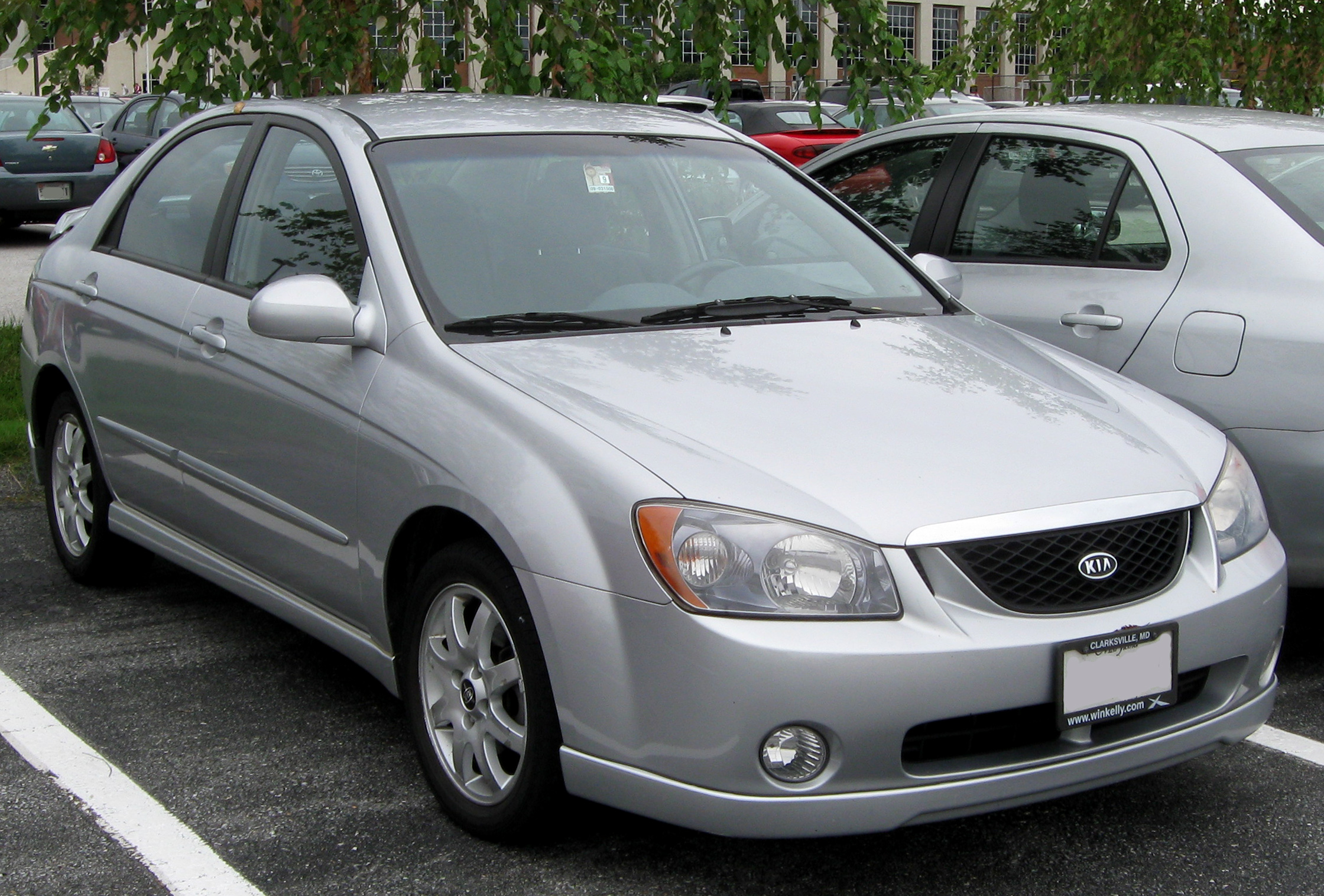
… Front-/Heckschürzen, Kühlergrill und rauchfarbenen Scheinwerfern auch am Sedan.

- 2006

Im Juni 2006 folgte in Südkorea eine zweite, umfassende Modellpflege. Im Spätsommer begann ihr Export als Modelljahr 2007. Äußerlich am Kühlergrill in Magentis-Optik und neuem Stufenheck zu erkennen, erhielten innen Tachometer und Mittelkonsole eine leichte Formänderung, ihre Anordnung blieb aber gleich. In der höheren Ausstattung wurden die Kontraste neu gesetzt: den Tachometer umrandete ein Chromring, Schalthebel, Fensterheberumgebung und Türgriffe erhielten Aluminiumoptik, während jene der Mittelkonsole auf vertikale, umrahmende Streifen reduziert wurde. Die Türverkleidung in gelochtem Leder wich einer Stoffverkleidung (außer in den USA).
Technisch wurden die Einstiegsmotoren des cee’d vorweggenommen. Den 1,6-l-Ottomotor ersetzte sein umfassend überarbeiteter Nachfolger, der wie der 1,6-l-Diesel hier zugleich debütierte. Letzterer war eine aufgebohrte und leisere Variante des bisherigen 1,5-Liter-Motors (→ Motoren).

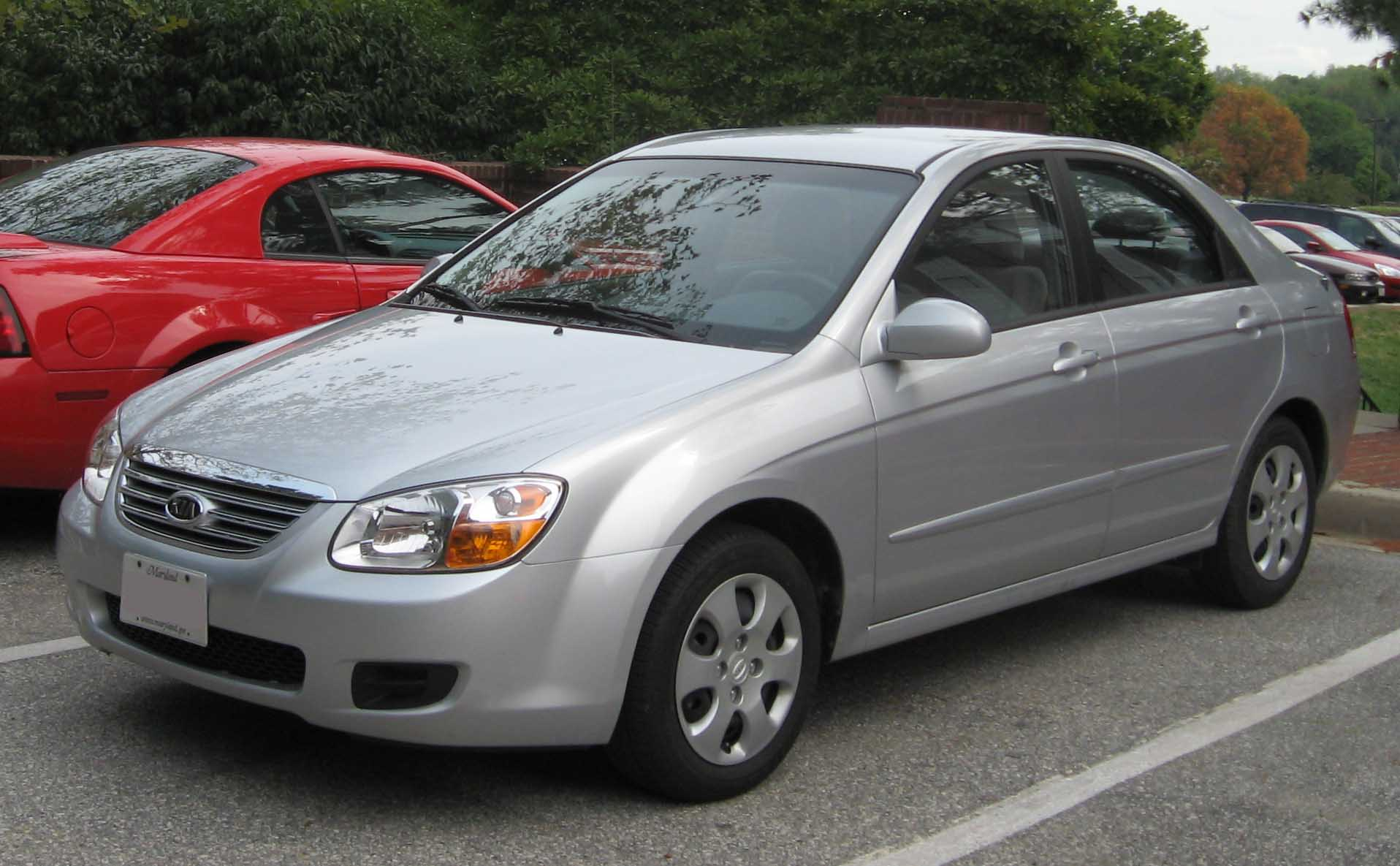
Kia Cerato (2006–2007), nun mit dichterem Kühlergrill …
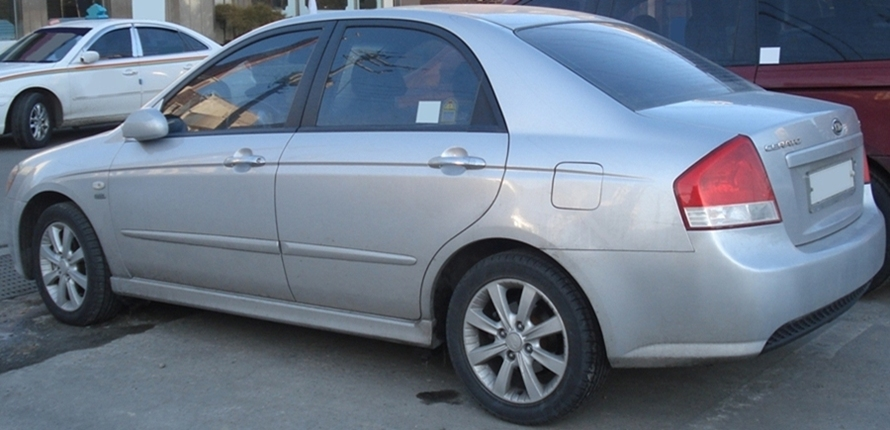
… und glattem Stufenheck.
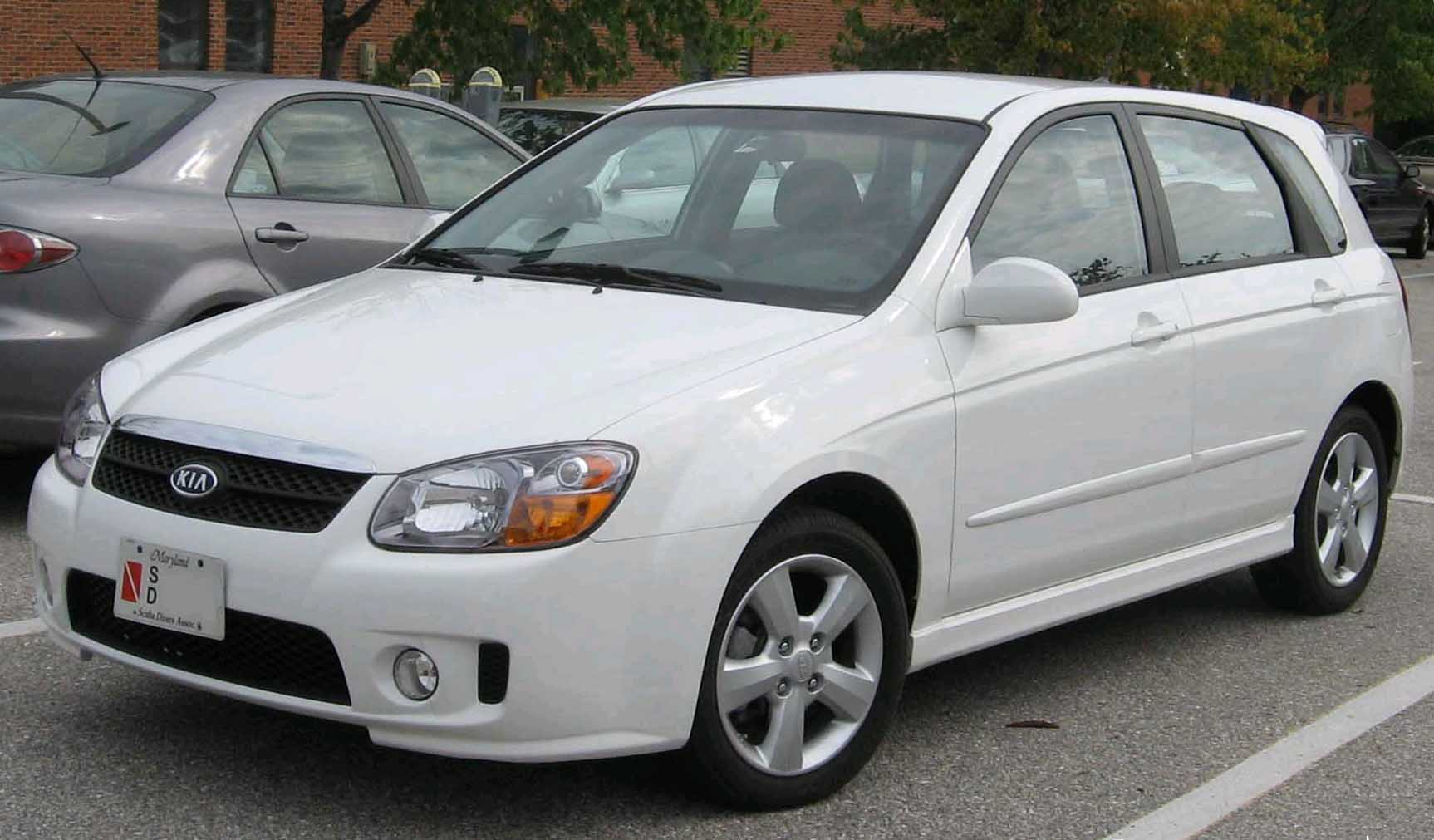
Das Steilheck in amerikanischer SX-Ausstattung

## Sicherheit
Der Fahrzeugsicherheit dienen Front-, Seiten- und durchgehende Vorhangairbags. Gurtkraftbegrenzer und -straffer sind nur für die Vordersitze enthalten. Die Kopfstützen aller fünf Sitze sind höhenverstellbar, ab Spätsommer 2006 waren sie optional aktiver Bauart. Die Rücksitze enthalten europaweit Drei-Punkt-Isofix-Halter für Kindersitze. Die elektrischen Fensterheber enthalten keinen Einklemmschutz, sind aber im Gegensatz zu manuellen vom Fahrer deaktivierbar.
Ein Antiblockiersystem war serienmäßig, außer beim preiswertesten Modell mit Ottomotor auch eine Traktionskontrolle. Ein ESP hingegen war nicht verfügbar. Das Kurvenverhalten bewertet der ADAC als souverän, solang der Wagen nicht vollbeladen oder auf rutschigem Untergrund schnelle Ausweichmanöver fahren muss. Die Lenkung sei leichtgängig und direkt, der Bremsweg befriedigend – im Mittel 41 bis 42 Meter bei 10 Vollbremsungen aus 100 km/h. Lobend werden die Richtungsstabilität auch aus hohen Tempi, die gleichbleibende Bremsleistung bei längerer Beanspruchung und der Bremsassistent erwähnt, der ein zu zaghaftes Bremsen in Notsituationen korrigiert. Bei Unfällen kann an den Bügeltürgriffen sehr hohe Kraft aufgebracht werden.
Der Cerato absolvierte zahlreiche Crashtests, aus manchen folgten Produktionsänderungen. Es fehlen nur Pfahl- und Überrolltest. Letzterer wurde erst 2005 in den USA entwickelt, bei ersterem liegt es am Herstellerverzicht auf diesen bis 2009 optionalen und vom Hersteller zu bezahlenden Euro-NCAP-Test. Der Cerato erfüllt durch seine Kopfairbags aber die Voraussetzungen dafür.
Frontaltests
- US-NCAP 2004–2006 Fahrerseite:  Beifahrerseite:
- US-NCAP 2007–2009 Fahrerseite:  Beifahrerseite:

Getestet wird beim US NCAP das Fahren mit 46 km/h an eine Betonwand. Die amerikanische Verkehrssicherheitsbehörde misst dabei aber nicht den Unterkörper. Das Vier-Sterne-Ergebnis (bis 2007) erreichten bereits die Cerato-Vorgänger Shuma und Sephia.
- EU-NCAP 2006–2009 Erwachsene:

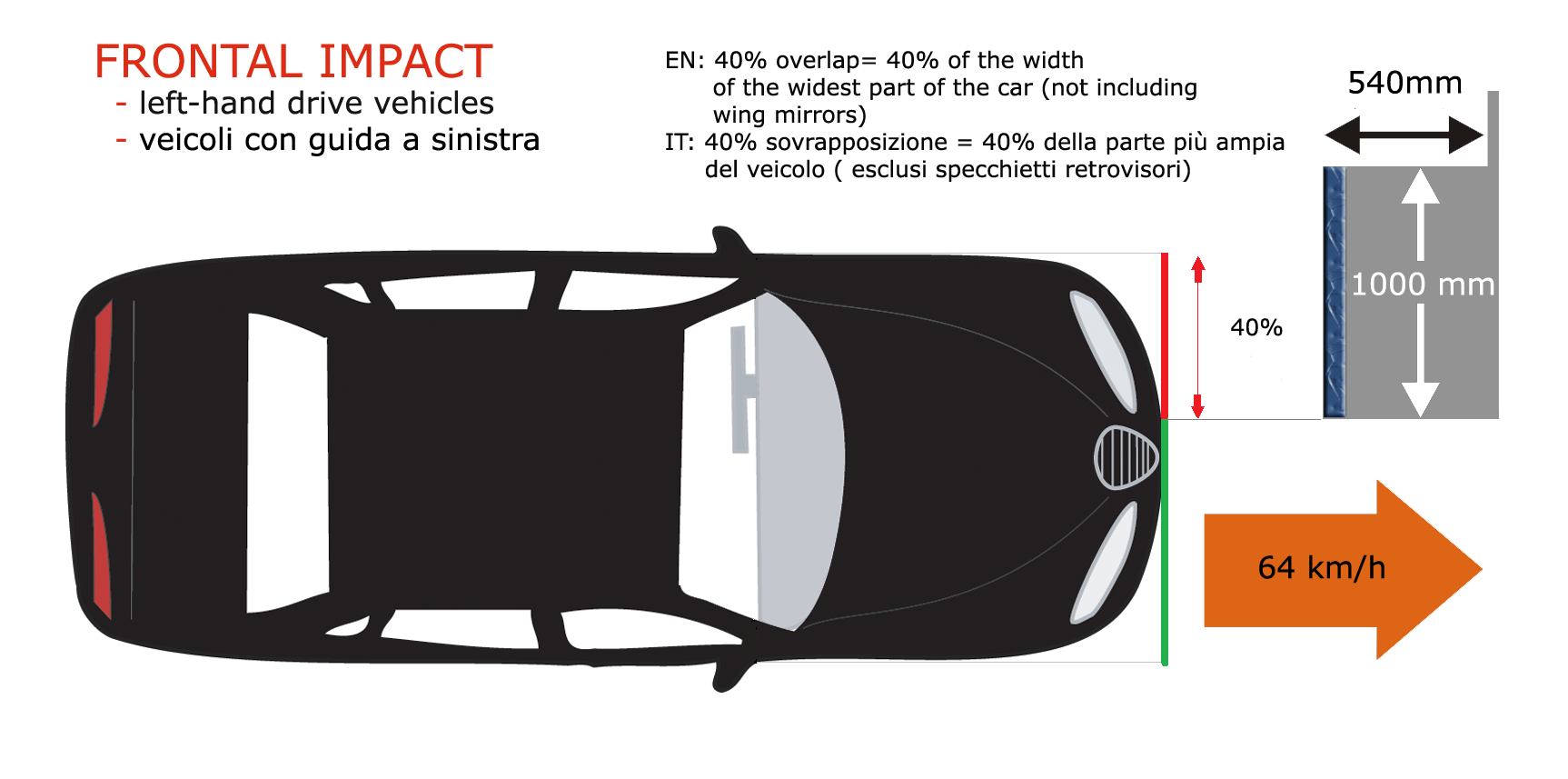
Prinzip von Euro NCAP und IIHS: eine versetzte Barriere auf der Fahrerseite

Getestet wurde im März 2006, das Ergebnis gelte ab VIN KNEFE243265225853. Die Modellpflege vom Sommer 2006 wurde nicht getestet, sie absolvierte die anderen Tests gleich (IIHS) oder besser (US NCAP). Simuliert wurden zwei 55 km/h schnelle, gleich schwere, auf der Fahrerseite kollidierende Wagen. Dabei entstanden mittlere Belastungen an den Beinen des Fahrers, da sich Pedale in den Innenraum bewegten. Ähnlich belastete der Gurt des Beifahrers dessen Brustbereich, trotz der Ausstattung mit Vorstraffer und Kraftbegrenzer. Eine vorsorgliche Abwertung erhielt das Fahrzeug für Strukturen an Lenksäule, Mittelkonsole und Handschuhfach, die in anderen Unfällen für beide Seiten problematisch werden könnten. Die Bestwertung erhielten der Kopfbereich und die Karosseriesteifigkeit. Das Gesamtergebnis liegt aber unter dem damaligen Wettbewerb.
- IIHS 11/2003–01/2005  schlecht

Wie beim Euro NCAP wird die Kollision mit einem versetzt fahrenden, gleichschweren Wagen bei jedoch höherer Differenzgeschwindigkeit simuliert (128 anstatt 110 km/h). Geprüft wird hier aber nur die Fahrerseite, auf der wieder das Hindernis steht. Wie im Euro NCAP erhielt die Karosseriefestigkeit die Bestwertung. Ebenso gab es keine schlecht absolvierten Messpunkte. Das Ergebnis resultiert aus einer Abwertung. Zu dieser entschloss sich das IIHS, weil das Fahrzeug neben marginaler Kopf- und Fußraumwertung (mangelhaftes Airbagpolster und Pedalverschiebungen rechts) auch nur akzeptablen Oberkörperschutz zeigte.
- IIHS 02/2005 – 01/2009  akzeptabel

Nach dem ersten Test 2004 verkleinerte Kia die Luftlöcher des Fahrerairbags, um den Luftpuffer zu stabilisieren. Zuvor durchdrang der Kopf den Airbag bis zum Lenkrad. Die Änderung erfolgte zum Februar 2005 und reduzierte die Kopfbelastung um eine Stufe auf akzeptabel. Des Weiteren wechselte die marginale Fußraumwertung vom rechten auf das linke Bein. Das zeigt nebenbei auch die Varianz von Crashtests, da außer dem geänderten Airbag beide Fahrzeuge identisch waren. Die bessere Wertung des Kopfbereichs war nun auch die Gesamtwertung, da so der Abwertungsgrund beseitigt war. Dennoch blieb das Ergebnis knapp das niedrigste im Segment. Dass dies für eine akzeptable Wertung gilt, verdeutlicht die Wirkung von Crashtests auf die Herstellerbemühungen – speziell im Vergleich zu den erst 2003 hinzugekommenen Seiten- und Hecktests des IIHS.
Seitentests
- US-NCAP 2004–2006 Fahrerseite:  Beifahrerseite:
- US-NCAP 2007–2009 Fahrerseite:  Beifahrerseite:

Seitlich wird eine 63 km/h schnelle verformbare Barriere herangefahren, die einer Limousine nachempfunden ist. Gemessen wird nur der Brustbereich. Das Ergebnis ist eine leichte Verbesserung zum Cerato-Vorgänger.
- EU-NCAP 2006-2009 Erwachsene:

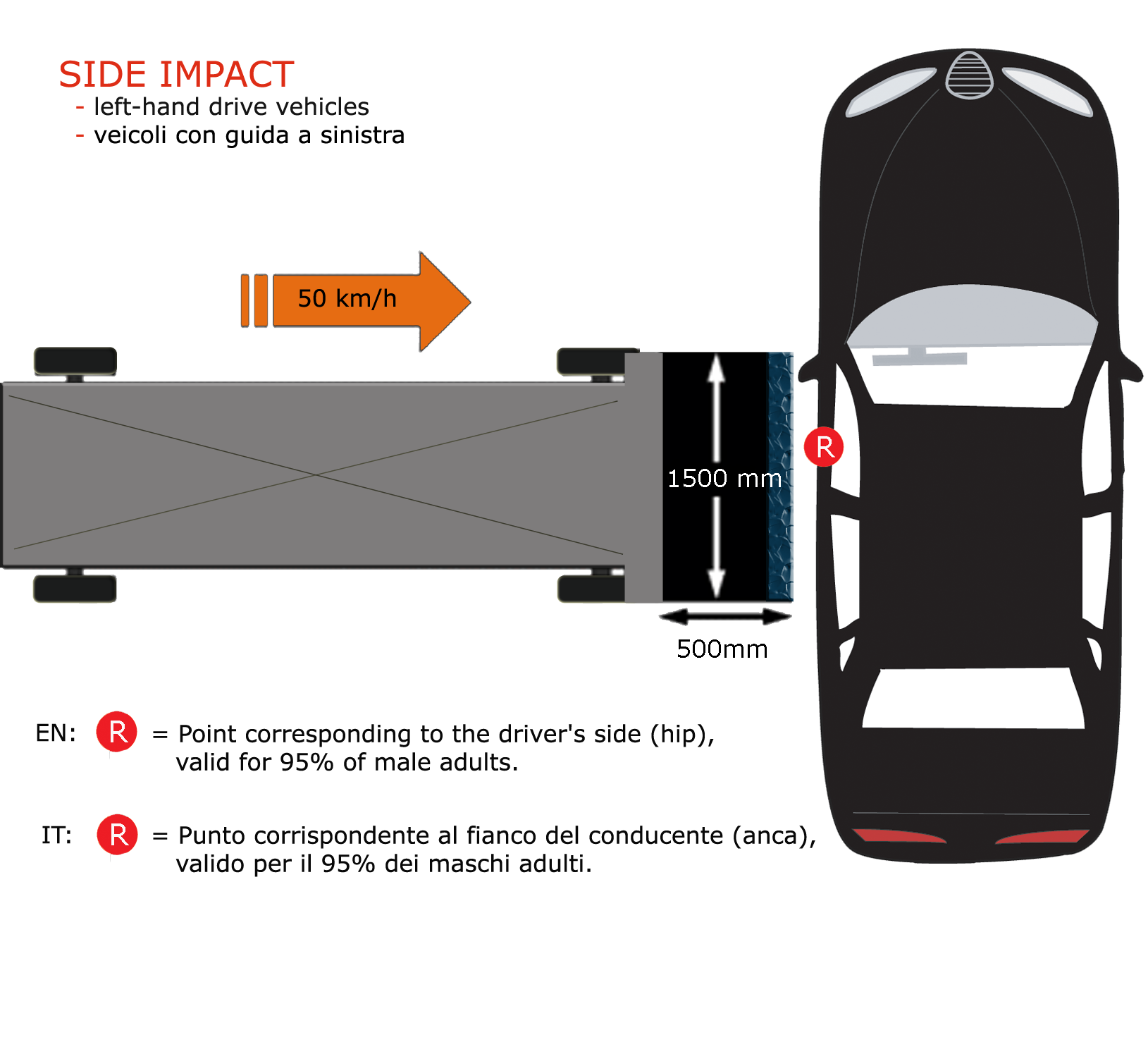
Prinzip von Euro NCAP und IIHS: Eine 50 km/h schnelle Barriere wird herangefahren.

Seitlich wird auch hier eine limousinenähnliche Barriere herangefahren. Sie ist mit 50 km/h langsamer, dafür wird umfangreicher gemessen, ab der Hüfte aufwärts. Der Bauchbereich war hohen Belastungen ausgesetzt, die über das Rückgrat auf „unrealistische Weise nach oben wanderten“ und den Brustbereich messtechnisch entlasteten. Diese fehlerhaften Werte führten zur Abwertung des Brustbereichs. Die übrigen Messbereiche erhielten die Bestwertung. Im August 2007 erfolgten Strukturänderungen, ein Nachtest blieb aus. Das Ergebnis gelte für alle Cerato ab VIN KNEFE243265225853.
- IIHS 11/2003–08/2007:  schlecht

Den umfangreichsten Seitentest fährt das amerikanische IIHS. Es prüft den gesamten Körper, zusätzlich einen Fondpassagier und verwendet eine SUV-gleiche Barriere. Sie wird mit 50 km/h an das Fahrzeug gefahren und bewirkte hohe Belastungen am Oberkörper des Fahrers, die zur Gesamtwertung deklariert wurden. Mittlere Belastungen erfuhren auch sein Unterkörper, sowie der Oberkörper des Fondspassagiers. Der Kopfbereich erhielt die Bestwertung. Damit wird ablesbar, dass der hohe Schwerpunkt des anfahrenden Fahrzeugs auf die Passagiere übertragen wird. Es erfolgt nur wenig Ableitung in andere Bereiche. Das IIHS bescheinigt der Karosserie daher marginalen Seiten-Schutz. Ähnliche Ergebnisse zeigten Saturn Astra und VW New Beetle, etwas bessere Honda Civic und Toyota Corolla, gute nur Prius und Subaru Impreza. Andere Modelle wurden damals nicht, oder nur ohne Seitenairbags getestet.
- IIHS 09/2007 – 01/2009:  marginal

Strukturelle und Airbag-Modifikationen verbesserten die Wertung für den Fondspassagier auf ein gutes Gesamtergebnis und reduzierten die Belastungen des Fahrers hüftabwärts. Sie änderten aber nicht die hohen Belastungen seines Oberkörpers. In Anerkennung der Verbesserungen stieg die Gesamtwertung um eine Stufe.
Kinderschutz
- EU-NCAP 2006–2009:

Rückwärts gewandte Kindersitze sollten nicht auf dem Beifahrersitz verwendet werden, da dessen Frontairbag nicht deaktivierbar ist. Hierauf weist ein Aufkleber in der Beifahrer-Sonnenblende hin. Dieser Anbringungsort brachte einen Punktabzug. Dem Hinweis gemäß wurden die Tests im Fond absolviert, für den 18-Monate-Testdummy auch unter Verwendung der Isofix-Halterungen. Abgesehen vom befriedigenden Ergebnis in dessen Brustbereich wurden durchgehend niedrige Belastungen bei gutem Schutz gemessen.
Heckaufprall
- IIHS 2005–2009:  akzeptabel

Hierbei fährt ein gleich schweres Fahrzeug mit 32 km/h auf den Testwagen. Das Ergebnis war mit und ohne aktiven Kopfstützen akzeptabel. Das übertraf das Segmentübliche und war für die Version mit passiven Kopfstützen einzigartig. Verfügbar wurden die aktiven Kopfstützen mit der Modellpflege 2006, serienmäßig ab Sommer 2008.
Fußgänger
- EU-NCAP 2006–2009:

Bis auf den mittleren Bereich der Motorhaube bietet die Karosserie keinen Fußgängerschutz.
Stoßfängertest
- IIHS 2006–2009:  schlecht

Das Schadensbild bei Parkremplern ist sehr kostenungünstig, wie bei allen getesteten Kompaktwagen der Zeit. Insgesamt vier Tests wurden durchlaufen: mit 8 km/h vorn und hinten, sowie mit 5 km/h an einer vorderen und hinteren Ecke.

## Technik

### Fahrwerk

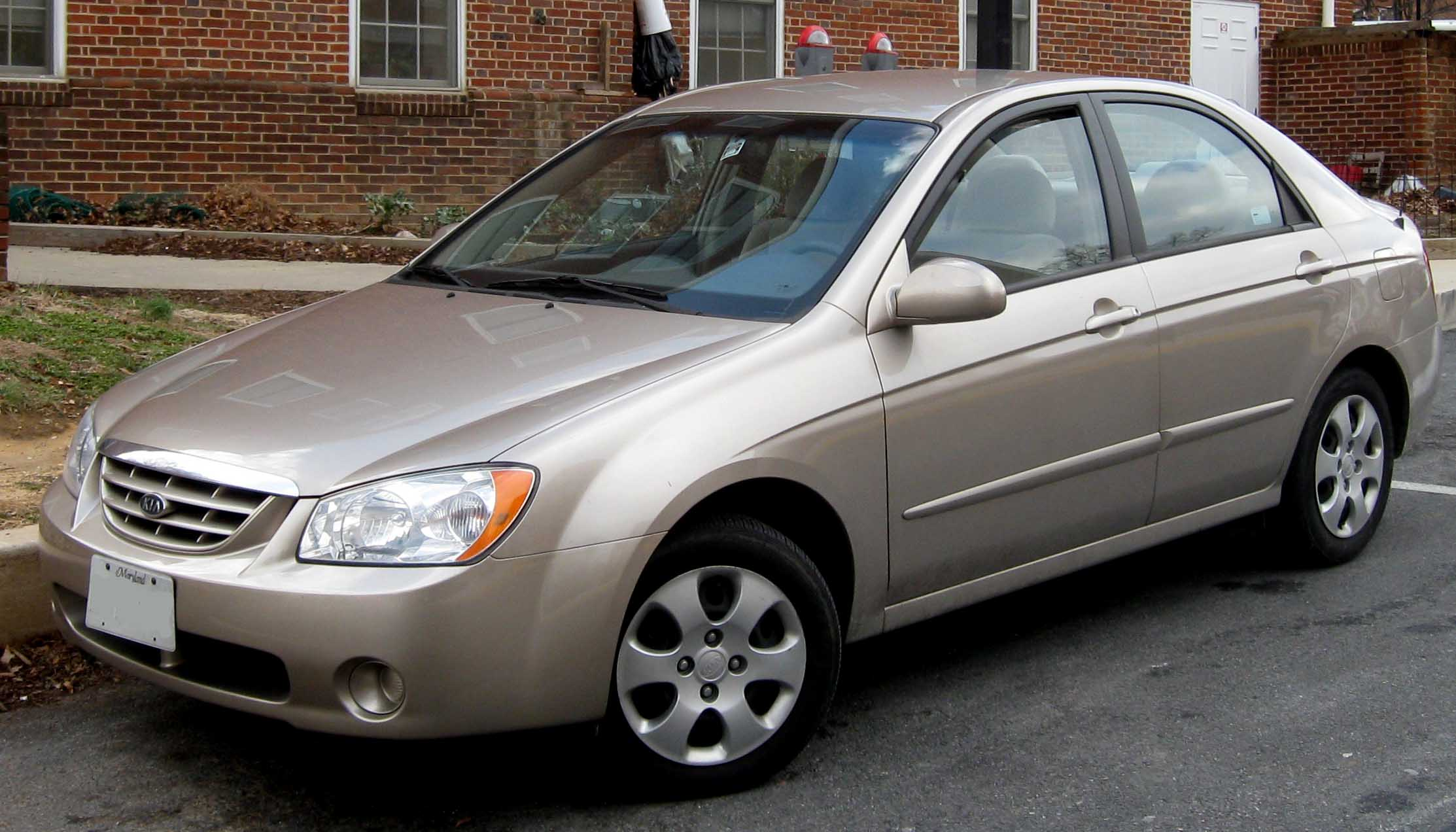
Zur Abstimmung absolvierte der Cerato Testfahrten in Europa.

- vorn: MacPherson-Federbeine mit Gasdruckstoßdämpfern, Dreieckslenkern und Stabilisator, Frontantrieb
- hinten: Federbeine mit Gasdruckdämpfern, Längs- und Querlenker, Stabilisator
- 2-Kreis-Bremsanlage, servounterstützt mit 4-Kanal-ABS, innenbelüftete Scheibenbremsen vorn und Scheibenbremsen hinten
- EBD-elektronische Bremskraftverteilung mit Erkennung der Traktion
- BAS-Bremsassistent
- Alle Modelle, außer denen mit 1,6-Liter-Ottomotor und den LX-Modellen mit 2,0 l Hubraum und Stufenheck, sind mit einer elektronischen Antriebsschlupfregelung (TCS) ausgerüstet.[7]

Zusammengefasst ergibt sich das Bild eines auf den Stadt- und Landstraßenverkehr optimierten Fahrzeugs. Trotz des aufwändigen Fahrwerks und der geschwindigkeitsabhängigen Servolenkung vermittle sich bei Autobahntempo ein weniger entspanntes Fahrgefühl. Testberichte des ADAC und der Autobild loben die „reaktionsschnelle und zielgenaue Lenkung“. Das Fahrwerk beschreiben sie als souverän und polterfrei, nur die Karosserie wanke spürbar. Der jeweils durchgeführte „Elchtest“ verlief unauffällig. Hierzu tragen Querstreben vor und hinter dem Fahrgastraum sowie unter der Armaturentafel bei. Sie halten die Stoßdämpferaufnahme in Kurven auf konstantem Abstand und unterstützen so deren Stabilisierung (siehe Verwindungssteifigkeit). Das Bremsverhalten beschreibt der Bereich Sicherheit.
Der Wendekreisdurchmesser liegt mit 11 Metern im Klassenüblichen.

### Karosserie

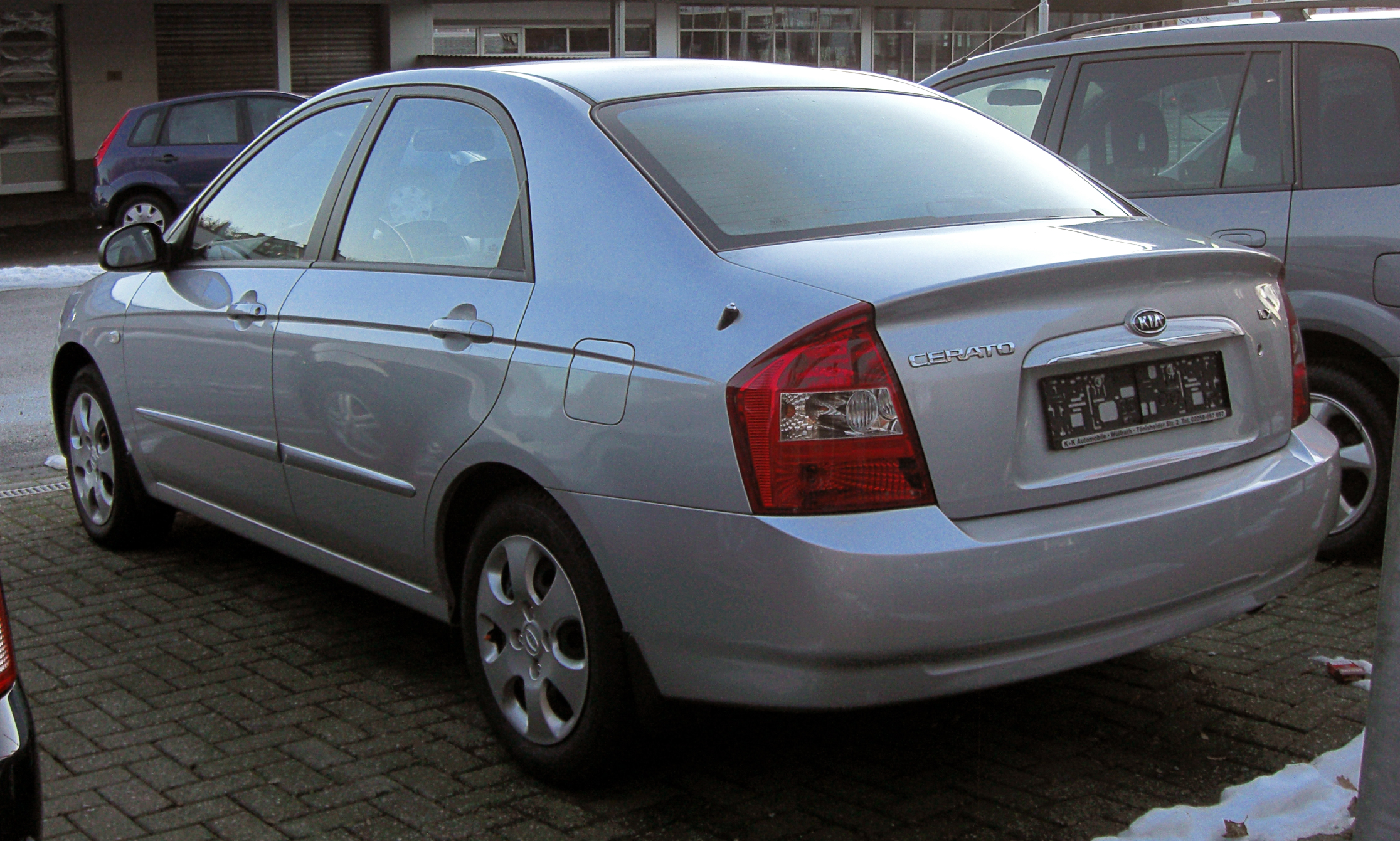
Ein durchgehendes Seitenprofil umfasst die Türen und reduziert Spaltmaße.

Bevor der Export nach Kanada zeitgleich mit dem europäischen anlief, sandte der kanadische Kia-Vorstand Bill Porter einen von Toyota abgeworbenen Ingenieur zur Reduzierung der Fertigungstoleranzen nach Hwaseong. In späteren Testberichten erhielten die Spaltmaße tatsächlich lobende Erwähnung, sie seien mit denen von Acura und Audi vergleichbar. Maßgeblich trägt hierzu allerdings keine Änderung des Ingenieurs, sondern die Grundkonstruktion der Seitenprofile bei. Diese wurden früher festgelegt und reichen von der A-Säule bis zu den Rückleuchten. Durch weniger Einzelteile reduzieren sich die Entstehungsmöglichkeiten von Paßungenauigkeiten.
Die Limousine mit Stufenheck hat einen Luftwiderstandsbeiwert (cw) von 0,32, mit dem Steilheck sind es 0,33.
| Kofferraum-Maße            | Kofferraum-Maße  | Kofferraum-Maße |
|                            | Cerato Steilheck | Golf V          |
| -------------------------- | ---------------- | --------------- |
| Breite:                    | 96 cm            | 106 cm          |
| Tiefe:                     | 74 cm            | 73 cm           |
| - bei umgelegter Rückbank: | 140 cm           | 153 cm          |

Die zulässige Dachlast beträgt 75 kg, der Kofferraum wird von der Karosserie bestimmt. Mit dem Steilheck fasst er 228 Liter und damit 50 % weniger als im Golf V. Das geringere Volumen entsteht vornehmlich durch den höheren Kofferraumboden. Ohne diesen entstünde bei umgelegter Rückbank eine Stufe zu den höher montierten Rücksitzen. Der Golf hat diese Stufe, fasst dafür aber auch ein Viertel mehr (1305 zu 1048 Liter). Ein solches Maximalvolumen gibt Kia für das Stufenheck nicht an. Es fasst bei aufgestellter Rücklehne mit 381 Litern aber 30 Liter mehr als der Golf. Die Ladekantenhöhe ist mit 67 cm beim Steilheck-Cerato etwas niedriger als beim Golf (69 cm) der Cerato mit Stufenheck hat 71 cm Ladekantenhöhe, die maximale Zuladung von 450 Kilogramm ist bei beiden Modellen gleich.
Die Maßnahmen zur Geräuschdämmung führt der Hersteller ausführlich aus. Den Geräuschpegel wertet der ADAC bis 130 km/h als niedrig, darüber werde er in den Benzinmodellen aufdringlich, im getesteten Diesel bleibe es ruhig.
Dessen Laufkultur wird als angenehm ruhig beschrieben. Amerikanische Tester zogen im 2.0 L-Benzinmodell die Komfortgrenze bei 110 km/h und erinnerten sich an einen ruhigeren Hyundai Elantra. Dieser verwendet denselben Motor und betreibt ihn bei 110 km/h auch mit 3000 min−1. Ein Autobild-Test von Benzinmodellen maß 2004 im Cerato identische Werte zum Golf im Städtischen und ein Dezibel über diesem bei 130 km/h.
Die Sicherheit der Karossiere streift die Enden der Skalen.

### Motoren
Die Übersetzung ist für beide Ottomotoren gleich. Dies spart Kosten und führt bei gleichem Tempo zur gleichen Drehzahl (3000 bei 110 km/h, Details im Bereich Karosserie). Bei den Dieselmodellen ist die Übersetzung im höchsten Gang 20 Prozent niedriger (damit sinkt die Drehzahl auf rund 2400/min) und für jeden der drei Motoren geringfügig anders abgestimmt. Alle Getriebe zeichnen sich durch präzise und leichte Gangführung aus. Den 2,0-l-Diesel erwärmt ein elektrischer Zuheizer im ADAC-Test vorn nur langsam, im Fond hingegen „gut“, Zeitangaben fehlen. Der kleinste Diesel blieb ungetestet, sein Benzinpendant benötigte 11 Minuten, der 2,0-l-Ottomotr 9 Minuten für eine Erwärmung von −10 auf +22 °C.
Im ADAC-Test fährt der Cerato mit den Ottomotoren leicht (2,0-l-Motor) bis deutlich (1,6-l-Motor) sparsamer als 2005 üblich, der größere Diesel verbraucht einen halben Liter über dem Klassenmittel. Diese Werte decken sich mit denen sparsamer Cerato-Fahrer, der Mittelwert liegt aber etwa einen Liter darüber: 8,7 l/100 km mit dem kleinsten Ottomotor, 9,2 mit dem Großen, 6,3 mit dem kleinsten Dieselmotor und 7 Liter im großen Diesel. Alle Modelle haben 55 l Tankinhalt.
Die Ottomotoren erfüllen die Euro 4-Abgasnorm; alle Diesel Euro 3, unabhängig vom ab Sommer 2005 optionalen, offenen Partikelfilter. Zu den Nachrüstmöglichkeiten informieren die verlinkten Motorenartikel.
In Deutschland waren bei den Ottomotoren nur der 1.6 mit 77 kW, der 2.0 mit 105 kW und bei den Dieselmotoren der 1.5 CRDI mit 75 kW und der 2.0 CRDI mit 83 kW erhältlich.
| Modell        | Motorbezeichnung Motorcode | Hubraum  | Leistung                     | Drehmoment            | Getriebe                            | Bemerkung | Bauzeit   |
| ------------- | -------------------------- | -------- | ---------------------------- | --------------------- | ----------------------------------- | --- | --------- |
| Ottomotoren   |                            |          |                              |                       |                                     | |           |
| 1.6           | Alpha II G4ED              | 1599 cm³ | 77 kW (105 PS) bei 5800/min  | 143 Nm bei 4500/min   | 5-Gang-Schaltung 4-Stufen-Automatik | | 2003–2006 |
| 1.6 1         | Alpha II CVVT G4ED         | 1599 cm³ | 81 kW (110 PS)               | 145 Nm bei 4500/min   | 5-Gang-Schaltung 4-Stufen-Automatik | 1 von 2004 bis 2006 in Südkorea, seit 2005 in China. nicht auf dem deutschen Markt.                          | seit 2004 |
| 1.6           | Gamma G4FC                 | 1591 cm³ | 90 kW (122 PS)               | 154 Nm bei 4200/min   | 5-Gang-Schaltung 4-Stufen-Automatik | nicht auf dem deutschen Markt.                                                                               | 2006–2009 |
| 1.8 2         | Beta II G4GB               | 1795 cm³ | 97 kW (132 PS)               | 161 Nm bei 4500/min   | 5-Gang-Schaltung 4-Stufen-Automatik | 2 Nur in China.                                                                                              | seit 2005 |
| 2.0           | Beta II CVVT G4GCX         | 1975 cm³ | 105 kW (143 PS) bei 6000/min | 186 Nm bei 4500/min   | 5-Gang-Schaltung 4-Stufen-Automatik | | 2003–2009 |
| Dieselmotoren |                            |          |                              |                       |                                     | |           |
| 1.5 CRDI      | U D4FA-L                   | 1493 cm³ | 53/66 kW (73/90 PS)          | 170/195 bei 1900–2500 | 5-Gang-Schaltung                    | Nur in Österreich und Schweiz erhältlich, da landesbezogen Steuer- oder Versicherungsersparnisse entstanden. | 2005–2006 |
| 1.5 CRDI      | U D4FA                     | 1493 cm³ | 75 kW (102 PS) bei 4000/min  | 235 bei 2000          | 5-Gang-Schaltung                    | Mit variablem Turbolader                                                                                     | 2005–2006 |
| 1.6 CRDI 3    | U D4FB                     | 1582 cm³ | 85 kW (116 PS)               | 255 bei 1900–2750     | 5-Gang-Schaltung                    | nicht auf dem deutschen Markt.                                                                               | 2006–2009 |
| 2.0 CRDI      | D D4EA                     | 1991 cm³ | 83 kW (113 PS) bei 4000/min  | 245 bei 1800–2500     | 5-Gang-Schaltung                    | | 2003–2006 |

## Zulassungszahlen
Zwischen 2004 und 2009 sind in der Bundesrepublik Deutschland 11.135 Kia Cerato neu zugelassen worden. Mit 5.012 Einheiten war 2005 das erfolgreichste Verkaufsjahr.
|  |

|  |

|  |

|  |

|  |

|  |

|  |

|  |

|  |

|  |

|  |

|  |

|  |

|  |

|  |

|  |

|  |

|  |

|  |

|  |

|  |

|  |

|  |

|  |

|  |

|  |

|  |

|  |

|  |

|  |

|  |

|  |

|  |

|  |

|  |

|  |

|  |

|  |

|  |

|  |

|  |

|  |

|  |

|  |

|  |

|  |

|  |

|  |

|  |

|  |

|  |

|  |

|  |

|  |

|  |

|  |

|  |

|  |

|  |

|  |

|  |

|  |

|  |

|  |

|  |

|  |

|  |

|  |

|  |

|  |

|  |

|  |

|  |

|  |

|  |

|  |

|  |

|  |

|  |

|  |

|  |

|  |

|  |

|  |

|  |

|  |

|  |

|  |

|  |

|  |

|  |

|  |

|  |

|  |

|  |

|  |

|  | Kia Cerato (11.135) |

|  | Kia Cerato (11.135) |